# Muroplast
Muroplast, cyanoplast – typ plastydów występujących u glaukofitów. Nazwa pochodzi od łacińskiego słowa muro oznaczającego ścianę, co związane jest z występowaniem  peptydoglikanowej otoczki charakterystycznej dla prokariotów. Muroplasty są najbardziej prymitywnymi ze wszystkich plastydów. Ich genom zawiera około 150 polipeptydów. Nazywane są też cyjanellami, jednak termin ten oznacza również symbiotyczne sinice. 

## Budowa
Otoczone są podwójną błoną białkowo-lipidową. Wewnętrzna błona tworzy system tylakoidów. Zawierają liczne fikobilisomy oraz karboksysomy.